# One UI
One UI — інтерфейс користувача, розроблений компанією Samsung Electronics для своїх «розумних» пристроїв, включаючи пристроїв під керуванням Android 9 (Pie) і пізніших версій. Прийшовши на зміну Samsung Experience, він розроблений для полегшення використання смартфонів з великими дисплеями і покращення вигляду. Був анонсований та представлений на конференції розробників Samsung у 2018 році та оновлений на Galaxy Unpacked у лютому 2019 року разом із серією Galaxy S10, Galaxy Buds і Galaxy Fold.
One UI також є програмною оболонкою для розумних годинників, що працюють на платформі Tizen і Wear OS, яку Samsung розробила спільно з Google. З 2021 року це також програмна оболонка для платформи Microsoft Windows на пристроях Galaxy Book.

## Особливості
One UI був розроблений з метою метою, аби апаратне та програмне забезпечення Samsung «працювали разом в ідеальній гармонії» та забезпечення більш «природнього» досвіду користування смартфонами з великими екранами. One UI відображає більшість функцій, які були в Samsung Experience. Основним шаблоном проєктування багатьох системних програм Samsung є навмисне розміщення загальних функцій і елементів інтерфейсу користувача посередині екрана, а не вгорі, що полегшує доступ до них великим пальцем користувача під час використання пристрою однією рукою.
З подібних причин програми використовують великі заголовки, щоб основний вміст був розміщений у вертикальному центрі екрана. Навігації відбувається жестами або стандартними для Android 3 кнопками, а також додано загальносистемний «нічний режим» (який надає елементам інтерфейсу користувача та підтримуваним програмам затемнену кольорову схему). Як і в Android Pie, на екрані запущених програм використовується горизонтальний макет на відміну від вертикального макета попередніх версій.

### One UI Core
One UI Core — полегшена версія One UI, призначена для недорогих пристроїв низького та середнього класу серії A, F, J і M. Пристрої, на яких працює One UI Core, зазвичай мають зменшений набір функцій порівняно з повною версією One UI, яка працює на пристроях вищого класу.

### Вбудовані програми та компоненти
Нижче наведено список власного програмного забезпечення Samsung та функцій, які входять до One UI (версія 6.1).
| Програмне забезпечення                                                | Опис |
| --------------------------------------------------------------------- | --- |
| Контакти, Календар, Годинник, Калькулятор, Reminder                   | Основні засоби організації |
| Повідомлення                                                          | Клієнт для обіну SMS-, MMS- та RCS-повідомленнями                                                                                                |
| Телефон                                                               | Клієнт для здійснення стільникових або VoIP-дзвінків                                                                                             |
| Мої файли                                                             | Провідник, FTP/SFTP-клієнт та клієнт мережі SMB                                                                                                  |
| Камера                                                                | Фото- та відеокамера (включаючи інтегровані додатки)                                                                                             |
| Галерея                                                               | Галерея фото та відео |
| Диктофон                                                              | Запис звуку в форматі M4A (кодек 3gp4) до 256 кбіт/с/48 кГц                                                                                      |
| Email                                                                 | Поштовий клієнт |
| Інтернет                                                              | Веббраузер |
| Notes                                                                 | Застосунок для створення нотаток, замальовок і переглядач/редактор PDF                                                                           |
| Modes and Routines (раніше Bixby Routines)                            | Інструмент умовної автоматизації |
| Quick Share                                                           | Інструмент перенесення файлів із сусідніми пристроями Galaxy/Android, або до хмари                                                               |
| Group Sharing                                                         | Обмін вмісту з іншими обліковими записами Samsung (інтегровано)                                                                                  |
| Music Share                                                           | Підключення кількох пристроїв до Bluetooth-колонок                                                                                               |
| Smart View                                                            | Трансляція екрана за допомогю Miracast (інтегровано в панель швидких дій) (раніще Samsung Link і AllShare Play)                                  |
| Device Control & Media Output                                         | Керуйте пристроями, підключеними до будинку, або перемикайте вихід медіа на різні пристрої (інтегровано в панель швидких дій)                    |
| Bixby Voice                                                           | Голосовий асистент (інтегрований у фізичну кнопку)                                                                                               |
| Bixby Vision                                                          | Інструменти доповненої реальності для камери: Переклад, Копіювання тексту, Виявлення, Вино                                                       |
| AR Zone                                                               | Інструменти доповненої реальності: Emoji Studio, Emoji Camera, Emoji Stickers, Doodle, Deco Pic, Quick Measure                                   |
| Gaming Hub (раніше Game Launcher)                                     | Всі встановлені ігри |
| Samsung TV Plus                                                       | Безкоштовний сервіс потокового телебачення (доступний в певних регіонах)                                                                         |
| Samsung Free (раніще Samsung Daily) (замінений на Samsung News в США) | Медіа та розваги: інтегрований Samsung TV Plus, Подкасти (залежно від регіону), агрегатор новин (надається в Європі через Upday), казуальні ігри |
| Погода                                                                | Інформація про погоду, що надається The Weather Channel                                                                                          |
| Samsung Cloud                                                         | Хмарне сховище та резервне копіювання |
| Smart Switch                                                          | Застосунок для перенесення вмісту на новий пристрій Galaxy                                                                                       |
| Galaxy Store                                                          | Магазин застосунків, ігор, тем та налаштування для персоналізації                                                                                |
| Wallet (раніше Samsung Pay)                                           | Цифровий гаманець (платіжна система Pay, менеджер пародів Pass)                                                                                  |
| Health                                                                | Інструмент догляду за здоров'ям |
| Цифровий добробут                                                     | Трекер використання пристрою та інструменти батьківського контролю                                                                               |
| Members                                                               | Підтримка спільноти та ексклюзивний вміст |
| Secure Folder                                                         | Приватна і зашифрована папка зберігання, захищена Knox                                                                                           |
| Secure Wi-Fi                                                          | послуга мережі VPN |
| Поради                                                                | Інформація про пристрій, інструкція та віддалена підтримка                                                                                       |

Додаткові програми та компоненти Samsung для One UI пропонуються в Samsung Galaxy Store.
Оскільки пристрої One UI під управлінням Android використовують версію ОС від Google, численні компоненти Google Mobile Services також постачаються разом із пристроями.

## Історія версій

### One UI 1
One UI 1.0 є першою версією One UI і базується на Android 9 (Pie). Це принесло багато функцій, які ставали все більш популярними серед різних програм. Перш за все, темний режим був доданий, аби полегшити очам користувача перегляд у темних місцях. Цю функцію було включено в багато програм і згодом додано до iOS 13 і Android 10. У першій версії також були вбудовані інструменти для редагування знімків екрана, уточнені криві, вдосконалення Always-On Display (натисніть, щоб показати), оновлений Bixby із підтримкою переналаштування кнопки Bixby та новий спосіб навігації пристроєм: жести, випущені в грудні 19, 2018.
Хоча Android 9 «Pie» дійсно мав підтримку жестів, він був доступний лише на пристроях Pixel і стандартних пристроях AOSP, і багато користувачів кажуть, що він «наполовину готовий». Однак Samsung вирішила створити власну систему жестів для навігації пристроями з встановленим One UI. Щоб досягти цього, користувач повинен провести пальцем угору від нижньої частини пристрою в трьох місцях «кнопок» для навігації. Система жестів отримала неоднозначні відгуки. Екран вхідного дзвінка отримав доопрацювання. One UI 1.0 було випущено 7 листопада 2018 року.
One UI 1.1 приніс виправлення стабільності та оптимізацію продуктивності, насамперед для камери, сканера відбитків пальців і розпізнавання обличчя. One UI 1.1 було випущено разом із лінією Galaxy S10. Це оновлення недоступне для лінії Galaxy S8 і Galaxy Note8. Це перша версія One UI, яка буде попередньо встановлена в нові пристрої Samsung Galaxy з 2019 року.
One UI 1.5 надав вбудований запис екрана, «Режим потужності» для підвищення продуктивності системи та ексклюзивний ранній доступ підтримки Підключення Windows у співпраці з Microsoft. Був випущений на пристроях серії Galaxy Note10 12 серпня 2019 року.

### One UI 2
One UI 2.0 є другою версією One UI і працює на базі Android 10. Він надає користувачам Galaxy змінений Цифровий добробут, більш досконалий інтерфейс користувача в деяких програмах за замовчуванням, наприклад Device Care, незначну зміну в інтерфейсі позиції годинника в швидких налаштуваннях, власний запис екрана, нову систему жестів Android 10, Динамічний екран блокування (різні шпалери з кожним розблокуванням), кошик у провіднику, нативний Android Auto та складніший доступ до дозволу на місцезнаходження. Екран вхідного дзвінка отримав покращення, в тому числі іконки телефону.
Також іконки застосунків отримали більш яскраві відтінки. Піктограми телефонних дзвінків стали сучаснішими. Від класичної ретро-іконки дзвінка до нової сучасної іконки дзвінка, що надає їй сучаснішого вигляду. Область перегляду та область взаємодії переміщено. Область перегляду перемістили з нижньої частину у верхню, віддаляючи пошук, значок із трьома крапками та область взаємодії перемістили зверху вгору, щоб перемістити пошук і значок із трьома крапками в область, щоб кожен міг торкатися значків. Папки отримали кращу доступність. Назву папки переміщено за межі папки. Оновлено навігацію жестами. Навігація жестами була відредагована з 3 на 1 у центрі внизу. Вхідний дзвінок тепер може згортати спливаюче вікно. Шпалери більше не спрямовують вас до Galaxy Themes, а шпалери та теми було розрізано навпіл на 2 налаштування: налаштування шпалер і налаштування тем. Налаштування та піктограми сповіщень були перероблені, що надало їм більш сучасний вигляд. Перероблено панель гучності. На панелі гучності більше не відображається назва, і тепер можна отримати доступ для розширення панелі гучності. Піктограми гучності перероблено. Годинник на екрані блокування більше не використовує білий колір із сірими тінями та тепер має доступ до зміни кольорів із чорно-білого. Годинник на екрані блокування зменшився для більш сучасного вигляду. Він також забезпечив підтримку Samsung News 24/7. One UI 2.0 було випущено 29 жовтня 2019 року.

One UI 2.1 приніс підтримку частоти оновлення до 120 Гц, Quick Share, Music Share, додаткові режими камери та вбудовану підтримку Живих субтитрів. Вперше він був випущений із лінією Galaxy S20 і Galaxy Z Flip. Він також надійшов для старіших пристроїв, таких як Galaxy S9 і S10, Note 9 і Note 10, Galaxy Fold і певних пристроїв серії Galaxy A як оновлення програмного забезпечення, починаючи з 24 лютого 2020 року.
One UI 2.5 спочатку було випущено 24 серпня 2020 року разом із випуском лінії Galaxy Note 20, а пізніше було випущено оновлення для лінії Galaxy S20 і старіших телефонів Samsung. One UI 2.5 не вносить радикальних змін в інтерфейс, але додає багато нових доповнень до камери, DeX, навігації жестами та інших сервісів. Оновлено звук зарядки.

### One UI 3
One UI 3.0 на основі Android 11 було випущено для пристроїв Galaxy S20 2 грудня 2020 року. Оновлення містить кілька значних покращень, таких як напівпрозора панель сповіщень, короткі сповіщення, нові елементи керування гучністю, розташовані праворуч або ліворуч залежно від розміщення кнопок регулювання гучності, дещо покращені віджети, перероблений екран вхідних викликів, а також більш плавні анімації та переходи у всьому інтерфейсі користувача серед інших функцій.
One UI 3.1, вперше випущений із лінією Galaxy S21, почав розгортатися на інших підтримуваних пристроях Galaxy, починаючи з лінії Galaxy S20 17 лютого 2021 року. Немає помітних змін інтерфейсу користувача. Він містить багато нових покращень у функціях камери, таких як покращений сенсорний автофокус і автоматичний контролер експозиції, а також покращену функцію Single Take і програмне забезпечення, наприклад Object Eraser, Multi Mic Recording, Eye Comfort Shield, Private Share та інші.
One UI 3.1.1 уперше випущено із Galaxy Z Fold 3 11 серпня 2021 року. Він полегшив багатозадачність завдяки розширеним функціям багатовіконності та перемикання завдань, а також оптимізував більше застосунків для зручнішого їх використання на пристроях із великим екраном, таких як складані комп'ютери та планшети. Таким чином, він був випущений лише для відповідних пристроїв серії Galaxy Z і серії Galaxy Tab. Нові функції були розгорнуті на всіх підтримуваних пристроях, але після оновлення телефони стандартного формфактору досі відображали версію програмного забезпечення як One UI 3.1.

### One UI 4
One UI 4.0, заснований на Android 12, є четвертим поколінням One UI. Він був випущений для лінії Galaxy S21 15 листопада 2021 року. One UI 4.0 фокусується на налаштуванні, конфіденційності та доступі до екосистеми Samsung.
One UI 4.1 вперше був випущений із лінією Galaxy S22. Він вніс незначні зміни; однак представив такі функції, як Smart Calendar, додав можливість вибрати бажаний обсяг віртуальної оперативної пам'яті (2, 4, 6 або 8 ГБ), перероблений засіб вибору палітри, розумні віджети, окремий баланс аудіо вліво/вправо, перемикач додаткової яскравості, професійний режим на більшій кількості камер, портрети в нічному режимі та інші незначні зміни.
One UI 4.1.1 базується на Android 12L, що оптимізований для альтернативних форм-факторів, таких як складні пристрої. Вперше вийшов разом із Galaxy Z Flip 4 і Galaxy Z Fold 4 23 серпня 2022 року. Це оновлення також додає спеціальні вдосконалення Samsung для багатозадачності та оптимізацію для складних смартфонів (серія Galaxy Z Fold) і планшетів з великим екраном (серія Galaxy Tab). Навіть незважаючи на те, що нові функції потрапили на підтримувані телефони стандартного формфактору, One UI 4.1.1, як і One UI 3.1.1, було офіційно випущено лише для серії Galaxy Z і Galaxy Tab.

### One UI 5
One UI 5.0 на базі Android 13 було анонсовано 12 жовтня 2022 року як п'яте покоління One UI. Він був публічно випущений для лінії Galaxy S22, починаючи з 24 жовтня 2022 року і пізніше для інших підтримуваних пристроїв.
Деякі функції та зміни включають можливість вимкнути функцію RAM Plus, де раніше користувачі могли обмежити її лише до 2 ГБ, а не вимикати повністю, а також перероблений спосіб налаштування екрана блокування, подібний до iOS 16. Material You також було розширено для більшості програм Google і Samsung, а також до деяких програм сторонніх розробників, які його підтримують, дозволяючи більше способів налаштуваня One UI. One UI 5 також пропонує оновлені піктограми для більш витонченого вигляду в інтерфейсі користувача.
One UI 5.1 було анонсовано 1 лютого 2023 року та випущено 13 лютого 2023 року з лінією Galaxy S23. Він приніс багато нових функцій багатозадачності, прогноз погоди, новий віджет акумулятора, пропозиції налаштувань і Spotify, функції камери та галереї, а також покращення, такі як можливість змінювати колірний тон для селфі, покращений ремастеринг зображень і оновлений інформаційний дисплей.
One UI 5.1.1 було випущено з Galaxy Z Fold 5, Galaxy Z Flip 5 і Galaxy Tab S9 11 серпня 2023 року. Оновлення збільшує кількість додатків, які відображаються на панелі завдань, разом із останніми застосунками, покращує підтримку режиму Flex у більшій кількості програм, дозволяє перетягувати файли двома руками та дає можливість приховувати програми у спливаючому режимі серед інші функції та вдосконалення. Як і One UI 4.1.1, він був доступний лише для складаних телефонів і планшетів.

### One UI 6
One UI 6.0 базується на Android 14. Він був офіційно випущений для лінії Galaxy S23 починаючи з 30 жовтня 2023 року і пізніше для інших підтримуваних моделей.
Оновлення включає перероблену панель швидких налаштувань з новим розташуванням кнопок, покращений доступ до налаштувань яскравості та новий макет сповіщень, який дозволяє сортувати за часом. Інші нові функції включають новий шрифт за замовчуванням під назвою One UI Sans, нові емодзі та покращену багатозадачність. Вбудовані програми Samsung, такі як Камера, Галерея, Фоторедактор, Погода та інші, також отримали оновлення для більшої функціональності та налаштувань.
One UI 6.1 було випущено 17 січня 2024 року з лінією Galaxy S24. Це оновлення в основному включає нові функції на основі штучного інтелекту, які є ексклюзивними для ліній Galaxy S22, Galaxy S23, Galaxy S24, Galaxy Z4, Galaxy Z5, Tab S8 і Tab S9. Ці функції продаються як «Galaxy AI» і базуються на комбінації локальних і хмарних моделей. У материковому Китаї хмарним партнером є Baidu, який надає свою модель Ernie, тоді як на міжнародних ринках (включаючи Гонконг і Тайвань) хмарним партнером є Google, який надає свою модель Gemini Pro.
Функції, доступні для всіх відповідних пристроїв, включають покращений захист батареї, призначений для запобігання її деградації, SuperHDR для фотографій у Галереї та в програмах соціальних мереж, таких як Instagram і Snapchat, а також можливість відображати фоновий малюнок екрана блокування на Always-On Display. Одночасно було оголошено про злиття функції Quick Share від Samsung і Nearby Share від Google, що дозволяє всім користувачам Galaxy швидко передавати файли на всі пристрої Android і Windows за допомогою єдиного рішення.
Хоча це не було випущено разом із One UI 6.1, Samsung реалізувала технологію безперервного оновлення Google A/B з випуском Galaxy A55 5G. Вона працює шляхом встановлення оновлень до вторинного системного розділу, з якого пристрій завантажується під час кожного перезапуску.
One UI 6.1.1 було випущено 10 липня 2024 року разом із Z Flip 6 і Z Fold 6. Це оновлення включає кілька нових функцій Galaxy AI, таких як Portrait Studio, Suggested Replies і Sketch to Image. Очікується, що оновлення отримають інші пристрої, починаючи з лінії Galaxy S24. Однак телефони стандартного формфактору продовжували відображати версію програмного забезпечення 6.1 після оновлення, як на One UI 5.1.1, оскільки воно було доступне лише для складаних телефонів і планшетів.

### One UI 7
One UI 7.0 базується на Android 15. Samsung запустила програму бета-тестування 5 грудня 2024 року майже на півдюжині ринків по всьому світу, включаючи Сполучені Штати, Південну Корею та Німеччину. Спочатку бета-версія була випущена для лінії Galaxy S24, але згодом вона пошириться на інші останні пристрої.
Оновлення включає повне оновлення інтерфейсу One UI. Піктограми, віджети, додаток камери та екран блокування було перероблено, панель швидких налаштувань розділено на панель сповіщень і панель керування.
Починаючи з One UI 7, Samsung представить One UI на своїх смарт-телевізорах, моніторах, проєкторах і холодильниках.
Samsung випустить One UI 7.0 (публічну версію) разом із лінією Galaxy S25 на заході Galaxy Unpacked у Сан-Хосе 22 січня 2025 року.

## Підтримка оновлень

### 2020—2022 роки
5 серпня 2020 року на заході Galaxy Unpacked Samsung оголосила, що запропонує до трьох років оновлення One UI та операційної системи і чотири роки оновлень системи безпеки для наступних пристроїв:
- Лінії Galaxy S10 і S20
- Лінії Galaxy Note 10 і Note 20
- Galaxy Fold, Z Flip, Z Fold 2 і Z Flip 5G
- Galaxy A90, A51, A71, A52, A72 і A82
- Galaxy XCover Pro і XCover 5
- Лінії Galaxy Tab S6 і Tab S7
- Планшети Galaxy Tab A7 Lite і A8 та пізніші
- Galaxy Tab Active 3 і Tab Active 4 Pro

### 2022—2024 роки
9 лютого 2022 року на заході Galaxy Unpacked Samsung оголосила, що запропонує до чотирьох років оновлення One UI та операційної системи та п'ять років оновлень системи безпеки для флагманських пристроїв, проданих у 2021 році та пізніше, і пристроїв середнього класу, проданих у 2022 та пізніше. Це включає наступні серії пристроїв:
- Лінії Galaxy S21, S22 і S23
- Galaxy Z Fold 3, Z Flip 3, Z Fold 4, Z Flip 4, Z Fold 5 і Z Flip 5
- Серія Galaxy A1x (A15[61] і пізніші), серія A2x (A24[62] і пізніші), серія A3x (A33 5G і пізніші), серія A5x (A53 5G і пізніші) і A73 5G
- Серія Galaxy M1x (M15 5G[63] і пізніші), серії M3x (M34 5G[64] і пізніші) і M5x (M54 5G[65] і пізніші)
- Серія Galaxy F1x (F15 5G[66] і пізніші), F3x серії (F34 5G[67] і пізніші версії) і F5x (F54[68] і пізніші версії)
- Серія Galaxy C5x (C55 5G і пізніші)
- Galaxy XCover 6 Pro[69] і пізіші
- Лінії Galaxy Tab S8 і S9
- Galaxy Tab Active 5[70] і новіші
- Лінія Galaxy Watch 4 і пізніші розумні годинники
- Ноутбуки Galaxy Book, продані у 2021 році та пізніше
  - Вони отримуватимуть оновлення безпеки протягом 18 місяців після останнього основного оновлення функцій Windows, підтримуваного для цього пристрою.

### 2024–дотепер
17 січня 2024 року на виставці Galaxy Unpacked Samsung оголосила, що запропонує сім оновлень версії ОС і сім років оновлень системи безпеки для лінії Galaxy S24. Нова політика стосується лише останньої флагманської лінії зі складаними пристроями, випущених у 2022 році та пізніше отримають функції Galaxy AI:
- Лінія Galaxy S24
- Galaxy Z Fold 6 і Z Flip 6
- Лінія Galaxy Tab S10 і новіші флагманські планшети[72]

З випуском Galaxy A16 Samsung оголосила, що пристрій отримає 6 років оновлень ОС і 6 років оновлень безпеки. Очікується, що ця політика також поширюватиметься на всі пристрої середнього та початкового рівня, які продаються з кінця 2024 року або пізніше.

## Підтримувані мови
Станом на грудень 2024 року пристрої Samsung Galaxy підтримують багато мов залежно від регіону/ринку та типу пристрою.

### Телефони, планшети, годинники та ПК
Для варіантів лише з Wi-Fi, які продаються в США, Канаді, Японії та Південній Кореї, усі мови в стовпці ROW (Rest of World) включено на додаток до базових мов для цього регіону.
Оскільки всі Galaxy Book під керуванням Windows використовують сучасну структуру мовних пакетів, яка використовується у Windows 8 (ПК і телефони) і пізніших версіях, деякі додаткові системні шрифти доступні для завантаження, лише якщо відповідні мови відображення сумісні цією системою (або з коробки, або доступний для завантаження). Якщо ця мова не підтримується, користувачеві потрібно буде встановити спеціальний шрифт, який змінить вигляд тексту. Наприклад, у материковому Китаї додаткові системні шрифти індійської мови недоступні для завантаження на Galaxy Book, оскільки індійські мови несумісні з цим ринком (як і їхні аналоги Android). Однак вони доступні на більшості інших ринків.
| Мова/регіон               | Українська назва                   | Корея | США | Канада | Китай | Японія | APAC | ROW |
| ------------------------- | ---------------------------------- | ----- | --- | ------ | ----- | ------ | ---- | --- |
| Azərbaycan                | Азербайджанська (латинниця)        | Ні    | Ні  | Ні     | Ні    | Ні     | Так  | Так |
| Bosanski                  | Боснійська                         | Ні    | Ні  | Ні     | Ні    | Ні     | Так  | Так |
| Català                    | Каталонська                        | Ні    | Ні  | Ні     | Ні    | Ні     | Так  | Так |
| Čeština                   | Чеська                             | Ні    | Ні  | Ні     | Ні    | Ні     | Так  | Так |
| Dansk                     | Данська                            | Ні    | Ні  | Ні     | Так   | Ні     | Так  | Так |
| Deutsch (Deutschland)     | Німецька (Німеччина)               | Так   | Так | Ні     | Так   | Ні     | Так  | Так |
| Deutsch (Österreich)      | Німецька (Австрія)                 | Ні    | Ні  | Ні     | Ні    | Ні     | Так  | Так |
| Deutsch (Schweiz)         | Німецька (Швейцарія)               | Ні    | Ні  | Ні     | Ні    | Ні     | Так  | Так |
| Eesti                     | Естонська                          | Ні    | Ні  | Ні     | Ні    | Ні     | Так  | Так |
| English (Australia)       | Англійська (Австралія)             | Ні    | Ні  | Ні     | Ні    | Ні     | Так  | Так |
| English (Canada)          | Англійська (Канада)                | Ні    | Ні  | Так    | Ні    | Ні     | Так  | Так |
| English (India)           | Англійська (Індія)                 | Ні    | Ні  | Ні     | Ні    | Ні     | Так  | Так |
| English (Ireland)         | Англійська (Ірландія)              | Ні    | Ні  | Ні     | Ні    | Ні     | Так  | Так |
| English (New Zealand)     | Англійська (Нова Зеландія)         | Ні    | Ні  | Ні     | Ні    | Ні     | Так  | Так |
| English (Philippines)     | Англійська (Філіппіни)             | Так   | Ні  | Ні     | Ні    | Ні     | Так  | Так |
| English (South Africa)    | Англійська (Південна Африка)       | Ні    | Ні  | Ні     | Ні    | Ні     | Так  | Так |
| English (United Kingdom)  | Англійська (Сполучене Королівство) | Так   | Ні  | Ні     | Так   | Ні     | Так  | Так |
| English (United States)   | Англійська (Сполучені Штати)       | Так   | Так | Так    | Так   | Так    | Так  | Так |
| English (Zawgyi)          | Англійська (Завгі)                 | Так   | Ні  | Ні     | Ні    | Ні     | Так  | Ні  |
| Español (España)          | Іспанська (Іспанія)                | Так   | Ні  | Ні     | Так   | Так    | Так  | Так |
| Español (Estados Unidos)  | Іспанська (Сполучені Штати)        | Ні    | Так | Ні     | Ні    | Ні     | Так  | Так |
| Euskara                   | Баскська                           | Ні    | Ні  | Ні     | Ні    | Ні     | Так  | Так |
| Filipino                  | Філіппінська                       | Так   | Ні  | Ні     | Ні    | Ні     | Так  | Так |
| Français (Belgique)       | Французька (Бельгія)               | Ні    | Ні  | Ні     | Ні    | Ні     | Так  | Так |
| Français (Canada)         | Французька (Канада)                | Ні    | Ні  | Так    | Ні    | Ні     | Так  | Так |
| Français (France)         | Французька (Франція)               | Так   | Так | Ні     | Так   | Так    | Так  | Так |
| Français (Suisse)         | Французька (Швейцарія)             | Ні    | Ні  | Ні     | Ні    | Ні     | Так  | Так |
| Gaeilge                   | Ірландська                         | Ні    | Ні  | Ні     | Ні    | Ні     | Так  | Так |
| Galego                    | Галісійська                        | Ні    | Ні  | Ні     | Ні    | Ні     | Так  | Так |
| Hrvatski                  | Хорватська                         | Ні    | Ні  | Ні     | Ні    | Ні     | Так  | Так |
| Indonesia                 | Індонезійська                      | Так   | Ні  | Ні     | Так   | Так    | Так  | Так |
| Íslenska                  | Ісландська                         | Ні    | Ні  | Ні     | Ні    | Ні     | Так  | Так |
| Italiano                  | Італійська                         | Так   | Так | Ні     | Так   | Ні     | Так  | Так |
| Latviešu                  | Латвійська                         | Ні    | Ні  | Ні     | Ні    | Ні     | Так  | Так |
| Lietuvių                  | Литовська                          | Ні    | Ні  | Ні     | Ні    | Ні     | Так  | Так |
| Magyar                    | Угорщина                           | Ні    | Ні  | Ні     | Ні    | Ні     | Так  | Так |
| Malaysia                  | Малазійська                        | Так   | Ні  | Ні     | Ні    | Так    | Так  | Так |
| Nederlands (België)       | Нідерландська (Бельгія)            | Ні    | Ні  | Ні     | Ні    | Ні     | Так  | Так |
| Nederlands (Nederland)    | Нідерландська (Нідерланди)         | Ні    | Ні  | Ні     | Так   | Ні     | Так  | Так |
| Norsk bokmål              | Норвезька Букмол                   | Ні    | Ні  | Ні     | Ні    | Ні     | Так  | Так |
| O‘zbek                    | Узбецька (латинниця)               | Так   | Ні  | Ні     | Ні    | Ні     | Так  | Так |
| Polski (Polska)           | Польська (Польща)                  | Ні    | Ні  | Ні     | Ні    | Ні     | Так  | Так |
| Polski (Silesian)         | Polish (Silesian)                  | Ні    | Ні  | Ні     | Ні    | Ні     | Так  | Так |
| Português (Brasil)        | Португальска (Бразилія)            | Ні    | Так | Ні     | Ні    | Ні     | Так  | Так |
| Português (Portugal)      | Португальська (Португалія)         | Так   | Ні  | Ні     | Так   | Так    | Так  | Так |
| Română                    | Румунська                          | Ні    | Ні  | Ні     | Ні    | Ні     | Так  | Так |
| Shqip                     | Албанська                          | Ні    | Ні  | Ні     | Ні    | Ні     | Так  | Так |
| Slovenčina                | Словацька                          | Ні    | Ні  | Ні     | Ні    | Ні     | Так  | Так |
| Slovenščina               | Словенська                         | Ні    | Ні  | Ні     | Ні    | Ні     | Так  | Так |
| Srpski                    | Сербська (латинниця)               | Ні    | Ні  | Ні     | Ні    | Ні     | Так  | Так |
| Suomi                     | Фінська                            | Ні    | Ні  | Ні     | Так   | Ні     | Так  | Так |
| Svenska                   | Шведська                           | Ні    | Ні  | Ні     | Ні    | Ні     | Так  | Так |
| Tiếng Việt                | В'єтнамська                        | Так   | Так | Ні     | Так   | Так    | Так  | Так |
| Türkçe                    | Турецька                           | Ні    | Ні  | Ні     | Ні    | Ні     | Так  | Так |
| Türkmen dili              | Туркменська                        | Ні    | Ні  | Ні     | Ні    | Ні     | Так  | Так |
| Ελληνικά                  | Грецька                            | Ні    | Ні  | Ні     | Ні    | Ні     | Так  | Так |
| Беларуская                | Білоруська                         | Ні    | Ні  | Ні     | Ні    | Ні     | Так  | Так |
| Български                 | Болгарська                         | Ні    | Ні  | Ні     | Ні    | Ні     | Так  | Так |
| Кыргызча                  | Киргизька                          | Ні    | Ні  | Ні     | Ні    | Ні     | Так  | Так |
| Қазақ тілі                | Казахська                          | Ні    | Ні  | Ні     | Ні    | Ні     | Так  | Так |
| Македонски                | Македонська                        | Ні    | Ні  | Ні     | Ні    | Ні     | Так  | Так |
| Монгол                    | Монгольска                         | Так   | Ні  | Ні     | Ні    | Ні     | Так  | Так |
| Русский                   | Російська                          | Так   | Ні  | Ні     | Так   | Ні     | Так  | Так |
| Српски                    | Сербська (кирилиця)                | Ні    | Ні  | Ні     | Ні    | Ні     | Так  | Так |
| Тоҷикӣ                    | Таджицька (кирилиця)               | Ні    | Ні  | Ні     | Ні    | Ні     | Так  | Так |
| Українська                | Українська                         | Ні    | Ні  | Ні     | Ні    | Ні     | Так  | Так |
| ქართული                   | Грузинська                         | Ні    | Ні  | Ні     | Ні    | Ні     | Так  | Так |
| Հայերեն                   | Вірменська                         | Ні    | Ні  | Ні     | Ні    | Ні     | Так  | Так |
| עברית                     | Іврит                              | Ні    | Ні  | Ні     | Так   | Ні     | Так  | Так |
| اردو                      | Урду                               | Ні    | Ні  | Ні     | Ні    | Ні     | Так  | Так |
| العربية                   | Арабська                           | Ні    | Ні  | Ні     | Так   | Так    | Так  | Так |
| فارسی                     | Перська                            | Ні    | Ні  | Ні     | Ні    | Ні     | Так  | Так |
| नेपाली                       | Непальска                          | Ні    | Ні  | Ні     | Ні    | Ні     | Так  | Так |
| मराठी                       | Маратхі                            | Ні    | Ні  | Ні     | Ні    | Ні     | Так  | Так |
| हिन्दी                       | Гінді                              | Ні    | Ні  | Ні     | Ні    | Ні     | Так  | Так |
| অসমীয়া                      | Асамська                           | Ні    | Ні  | Ні     | Ні    | Ні     | Так  | Так |
| বাংলা (বাংলাদেশ)                 | Бенгальська (Бангладеш)            | Ні    | Ні  | Ні     | Ні    | Ні     | Так  | Так |
| বাংলা (ভারত)                  | Бенгальська (Індія)                | Ні    | Ні  | Ні     | Ні    | Ні     | Так  | Так |
| ਪੰਜਾਬੀ                       | Пенджабська (Ґурмукхі)             | Ні    | Ні  | Ні     | Ні    | Ні     | Так  | Так |
| ગુજરાતી                      | Гуджараті                          | Ні    | Ні  | Ні     | Ні    | Ні     | Так  | Так |
| ଓଡ଼ିଆ                       | Орія                               | Ні    | Ні  | Ні     | Ні    | Ні     | Так  | Так |
| தமிழ்                       | Тамільська                         | Ні    | Ні  | Ні     | Ні    | Ні     | Так  | Так |
| తెలుగు                       | Телугу                             | Ні    | Ні  | Ні     | Ні    | Ні     | Так  | Так |
| ಕನ್ನಡ                      | Каннада                            | Ні    | Ні  | Ні     | Ні    | Ні     | Так  | Так |
| മലയാളം                      | Малаялам                           | Ні    | Ні  | Ні     | Ні    | Ні     | Так  | Так |
| සිංහල                       | Сингальська                        | Ні    | Ні  | Ні     | Ні    | Ні     | Так  | Так |
| ไทย                       | Тайська                            | Так   | Ні  | Ні     | Так   | Ні     | Так  | Так |
| ລາວ                       | Лаоська                            | Ні    | Ні  | Ні     | Ні    | Ні     | Так  | Ні  |
| မြန်မာ (မြန်မာ)                 | Бірманська (М'янма (Бірма))        | Так   | Ні  | Ні     | Ні    | Ні     | Так  | Ні  |
| မြန်မာ (Zawgyi)              | Бірманська (Завгі)                 | Так   | Ні  | Ні     | Ні    | Ні     | Так  | Ні  |
| ខ្មែរ                       | Кхмерська                          | Так   | Ні  | Ні     | Ні    | Ні     | Так  | Ні  |
| 한국어                    | Корейська                          | Так   | Так | Так    | Так   | Так    | Так  | Так |
| 中文 (简体中文, 中国大陆) | Китайська (Спрощена, Китай)        | Так   | Так | Так    | Так   | Так    | Так  | Так |
| 中文 (繁體中文, 台灣)     | Китайська (Традиційна, Тайвань)    | Так   | Так | Так    | Так   | Ні     | Так  | Так |
| 中文 (繁體中文, 香港)     | Китайська (Традиційна, Гонконг)    | Так   | Так | Ні     | Так   | Ні     | Так  | Так |
| 日本語                    | Японська                           | Так   | Так | Ні     | Так   | Так    | Так  | Так |

### Телевізори, монітори та проєктори
Для платформи Smart TV натомість використовуються наступні мови. Деякі мови доступні лише після завершення початкового налаштування.
| Мова                    | Українська назва                   | KR  | AMS | EU  | CIS | ME/IR | TR  | IL/NAFR | SAFR | IN/SWA | PH  | CN/TW/SEA | HK  | JP  | AU/NZ |
| ----------------------- | ---------------------------------- | --- | --- | --- | --- | ----- | --- | ------- | ---- | ------ | --- | --------- | --- | --- | ----- |
| 한국어                  | Корейська                          | Так | Так | Так | Так | Так   | Так | Ні      | Ні   | Ні     | Так | Так       | Ні  | Ні  | Так   |
| English (US)            | Англійська (США)                   | Так | Так | Ні  | Ні  | Ні    | Ні  | Ні      | Ні   | Ні     | Ні  | Ні        | Ні  | Так | Ні    |
| Español (Latinoamérica) | Іспанська (Латинська Америка)      | Ні  | Так | Ні  | Ні  | Ні    | Ні  | Ні      | Ні   | Ні     | Ні  | Ні        | Ні  | Ні  | Ні    |
| Français (Canada)       | Французька (Канада)                | Ні  | Так | Ні  | Ні  | Ні    | Ні  | Ні      | Ні   | Ні     | Ні  | Ні        | Ні  | Ні  | Ні    |
| Português (Brasil)      | Португальська (Бразилія)           | Ні  | Так | Ні  | Ні  | Ні    | Ні  | Ні      | Ні   | Ні     | Ні  | Ні        | Ні  | Ні  | Ні    |
| Български               | Болгарська                         | Ні  | Так | Так | Так | Ні    | Ні  | Ні      | Ні   | Ні     | Ні  | Ні        | Ні  | Ні  | Ні    |
| Hrvatski                | Хорватська                         | Ні  | Так | Так | Так | Ні    | Ні  | Ні      | Ні   | Ні     | Ні  | Ні        | Ні  | Ні  | Ні    |
| Čeština                 | Чеська                             | Ні  | Так | Так | Так | Ні    | Ні  | Ні      | Ні   | Ні     | Ні  | Ні        | Ні  | Ні  | Ні    |
| Dansk                   | Данська                            | Ні  | Так | Так | Так | Ні    | Ні  | Ні      | Ні   | Ні     | Ні  | Ні        | Ні  | Ні  | Ні    |
| Nederlands              | Нідерландська                      | Ні  | Так | Так | Так | Ні    | Ні  | Ні      | Ні   | Ні     | Ні  | Ні        | Ні  | Ні  | Ні    |
| Suomi                   | Фінська                            | Ні  | Так | Так | Так | Ні    | Ні  | Ні      | Ні   | Ні     | Ні  | Ні        | Ні  | Ні  | Ні    |
| Français (France)       | Французька (Франція)               | Ні  | Ні  | Так | Так | Так   | Так | Так     | Так  | Ні     | Ні  | Так       | Ні  | Ні  | Так   |
| Deutsch                 | Німецька                           | Ні  | Так | Так | Так | Ні    | Ні  | Так     | Ні   | Ні     | Ні  | Так       | Ні  | Ні  | Так   |
| Ελληνικά                | Грецька                            | Ні  | Так | Так | Так | Ні    | Ні  | Ні      | Ні   | Ні     | Ні  | Ні        | Ні  | Ні  | Ні    |
| Magyar                  | Угорська                           | Ні  | Так | Так | Так | Ні    | Ні  | Ні      | Ні   | Ні     | Ні  | Ні        | Ні  | Ні  | Ні    |
| Italiano                | Італійська                         | Ні  | Так | Так | Так | Ні    | Ні  | Ні      | Ні   | Ні     | Ні  | Так       | Ні  | Ні  | Так   |
| Norsk                   | Норвезька                          | Ні  | Так | Так | Так | Ні    | Ні  | Ні      | Ні   | Ні     | Ні  | Ні        | Ні  | Ні  | Ні    |
| English (UK)            | Англійська (Сполучене Королівство) | Ні  | Ні  | Так | Так | Так   | Так | Так     | Так  | Так    | Так | Так       | Так | Ні  | Так   |
| Polski                  | Польська                           | Ні  | Так | Так | Так | Ні    | Ні  | Ні      | Ні   | Ні     | Ні  | Ні        | Ні  | Ні  | Ні    |
| Português (Portugal)    | Португальська (Португалія)         | Ні  | Ні  | Так | Так | Ні    | Ні  | Ні      | Так  | Ні     | Ні  | Так       | Ні  | Ні  | Ні    |
| Română                  | Румунська                          | Ні  | Так | Так | Так | Ні    | Ні  | Ні      | Ні   | Ні     | Ні  | Ні        | Ні  | Ні  | Ні    |
| Русский                 | Російська                          | Ні  | Ні  | Ні  | Так | Так   | Так | Так     | Ні   | Ні     | Ні  | Так       | Ні  | Ні  | Ні    |
| Srpski                  | Сербська                           | Ні  | Так | Так | Так | Ні    | Ні  | Ні      | Ні   | Ні     | Ні  | Ні        | Ні  | Ні  | Ні    |
| Slovenčina              | Словацька                          | Ні  | Так | Так | Так | Ні    | Ні  | Ні      | Ні   | Ні     | Ні  | Ні        | Ні  | Ні  | Ні    |
| Español (España)        | Іспанська (Іспанія)                | Ні  | Ні  | Так | Так | Ні    | Так | Так     | Ні   | Ні     | Ні  | Так       | Ні  | Ні  | Так   |
| Svenska                 | Шведська                           | Ні  | Так | Так | Так | Ні    | Ні  | Ні      | Ні   | Ні     | Ні  | Ні        | Ні  | Ні  | Ні    |
| Türkçe                  | Турецька                           | Ні  | Ні  | Ні  | Ні  | Ні    | Так | Так     | Ні   | Ні     | Ні  | Ні        | Ні  | Ні  | Ні    |
| 简体中文                | Китайська (Китай)                  | Ні  | Ні  | Ні  | Ні  | Ні    | Ні  | Ні      | Ні   | Ні     | Так | Так       | Так | Ні  | Так   |
| 繁體中文                | Китайська(Гонконг)                 | Ні  | Ні  | Ні  | Ні  | Ні    | Ні  | Ні      | Ні   | Ні     | Ні  | Ні        | Так | Ні  | Ні    |
| 國語                    | Китайська (Тайвань)                | Ні  | Ні  | Ні  | Ні  | Ні    | Ні  | Ні      | Ні   | Ні     | Ні  | Так       | Ні  | Ні  | Ні    |
| 日本語                  | Японська                           | Ні  | Ні  | Ні  | Ні  | Ні    | Ні  | Ні      | Ні   | Ні     | Ні  | Ні        | Ні  | Так | Ні    |
| Māori                   | Маорі                              | Ні  | Ні  | Ні  | Ні  | Ні    | Ні  | Ні      | Ні   | Ні     | Ні  | Ні        | Ні  | Ні  | Так   |
| हिंदी                      | Гінді                              | Ні  | Ні  | Ні  | Ні  | Так   | Ні  | Ні      | Ні   | Так    | Ні  | Так       | Ні  | Ні  | Ні    |
| Eesti                   | Естонська                          | Ні  | Так | Так | Ні  | Ні    | Ні  | Ні      | Ні   | Ні     | Ні  | Ні        | Ні  | Ні  | Ні    |
| Latviešu                | Латвійська                         | Ні  | Так | Так | Ні  | Ні    | Ні  | Ні      | Ні   | Ні     | Ні  | Ні        | Ні  | Ні  | Ні    |
| Lietuvių                | Литовська                          | Ні  | Так | Так | Ні  | Ні    | Ні  | Ні      | Ні   | Ні     | Ні  | Ні        | Ні  | Ні  | Ні    |
| العربية                 | Арабська                           | Ні  | Ні  | Ні  | Ні  | Так   | Так | Так     | Так  | Ні     | Ні  | Ні        | Ні  | Ні  | Ні    |
| فارسی                   | Перська                            | Ні  | Ні  | Ні  | Ні  | Так   | Ні  | Ні      | Ні   | Ні     | Ні  | Ні        | Ні  | Ні  | Ні    |
| ไทย                     | Тайська                            | Ні  | Ні  | Ні  | Ні  | Ні    | Ні  | Ні      | Ні   | Ні     | Ні  | Так       | Ні  | Ні  | Ні    |
| עברית                   | Іврит                              | Ні  | Ні  | Ні  | Ні  | Ні    | Ні  | Так     | Ні   | Ні     | Ні  | Ні        | Ні  | Ні  | Ні    |
| Indonesia               | Індонезійська                      | Ні  | Ні  | Ні  | Ні  | Ні    | Ні  | Ні      | Ні   | Ні     | Так | Так       | Ні  | Ні  | Ні    |
| Tiếng Việt              | В'єтнамська                        | Ні  | Ні  | Ні  | Ні  | Ні    | Ні  | Ні      | Ні   | Ні     | Так | Так       | Ні  | Ні  | Ні    |
| اردو                    | Урду                               | Ні  | Ні  | Ні  | Ні  | Так   | Ні  | Ні      | Ні   | Так    | Ні  | Ні        | Ні  | Ні  | Ні    |
| Afrikaans               | Африкаанс                          | Ні  | Ні  | Ні  | Ні  | Ні    | Ні  | Ні      | Так  | Ні     | Ні  | Ні        | Ні  | Ні  | Ні    |
| IsiZulu                 | Зулу                               | Ні  | Ні  | Ні  | Ні  | Ні    | Ні  | Ні      | Так  | Ні     | Ні  | Ні        | Ні  | Ні  | Ні    |
| IsiXhosa                | Коса                               | Ні  | Ні  | Ні  | Ні  | Ні    | Ні  | Ні      | Так  | Ні     | Ні  | Ні        | Ні  | Ні  | Ні    |
| Yorùbá                  | Йоруба                             | Ні  | Ні  | Ні  | Ні  | Ні    | Ні  | Ні      | Так  | Ні     | Ні  | Ні        | Ні  | Ні  | Ні    |
| Asusu Igbo              | Ігбо                               | Ні  | Ні  | Ні  | Ні  | Ні    | Ні  | Ні      | Так  | Ні     | Ні  | Ні        | Ні  | Ні  | Ні    |
| Hausa                   | Хауса                              | Ні  | Ні  | Ні  | Ні  | Ні    | Ні  | Ні      | Так  | Ні     | Ні  | Ні        | Ні  | Ні  | Ні    |
| Kiswahili               | Суахілі                            | Ні  | Ні  | Ні  | Ні  | Ні    | Ні  | Ні      | Так  | Ні     | Ні  | Ні        | Ні  | Ні  | Ні    |
| አማርኛ                    | Амхарська                          | Ні  | Ні  | Ні  | Ні  | Ні    | Ні  | Ні      | Так  | Ні     | Ні  | Ні        | Ні  | Ні  | Ні    |
| தமிழ்                     | Тамільська                         | Ні  | Ні  | Ні  | Ні  | Ні    | Ні  | Ні      | Ні   | Так    | Ні  | Так       | Ні  | Ні  | Ні    |
| Tagalog                 | Тагальська/Філіппінська            | Ні  | Ні  | Ні  | Ні  | Ні    | Ні  | Ні      | Ні   | Ні     | Так | Ні        | Ні  | Ні  | Ні    |
| Slovenščina             | Словенська                         | Ні  | Так | Так | Так | Ні    | Ні  | Ні      | Ні   | Ні     | Ні  | Ні        | Ні  | Ні  | Ні    |
| Shqip                   | Албанська                          | Ні  | Так | Так | Так | Ні    | Ні  | Ні      | Ні   | Ні     | Ні  | Ні        | Ні  | Ні  | Ні    |
| Українська              | Українська                         | Ні  | Ні  | Ні  | Так | Ні    | Ні  | Ні      | Ні   | Ні     | Ні  | Ні        | Ні  | Ні  | Ні    |
| Қазақ                   | Казахська                          | Ні  | Ні  | Ні  | Так | Ні    | Ні  | Ні      | Ні   | Ні     | Ні  | Ні        | Ні  | Ні  | Ні    |
| Македонски              | Македонська                        | Ні  | Так | Так | Так | Ні    | Ні  | Ні      | Ні   | Ні     | Ні  | Ні        | Ні  | Ні  | Ні    |
| Bahasa Melayu           | Малайська                          | Ні  | Ні  | Ні  | Ні  | Ні    | Ні  | Ні      | Ні   | Ні     | Ні  | Так       | Ні  | Ні  | Так   |
| O‘zbek                  | Узбецька                           | Ні  | Ні  | Ні  | Так | Ні    | Ні  | Ні      | Ні   | Ні     | Ні  | Ні        | Ні  | Ні  | Ні    |
| Azərbaycan              | Азербайджанська                    | Ні  | Ні  | Ні  | Так | Ні    | Ні  | Ні      | Ні   | Ні     | Ні  | Ні        | Ні  | Ні  | Ні    |
| Монгол Улс              | Монгольська                        | Ні  | Ні  | Ні  | Так | Ні    | Ні  | Ні      | Ні   | Ні     | Ні  | Ні        | Ні  | Ні  | Ні    |
| Bosanski                | Боснійська                         | Ні  | Так | Так | Ні  | Ні    | Ні  | Ні      | Ні   | Ні     | Ні  | Ні        | Ні  | Ні  | Ні    |
| বাংলা                      | Бенгальська                        | Ні  | Ні  | Ні  | Ні  | Ні    | Ні  | Ні      | Ні   | Так    | Ні  | Ні        | Ні  | Ні  | Ні    |
| తెలుగు                     | Телугу                             | Ні  | Ні  | Ні  | Ні  | Ні    | Ні  | Ні      | Ні   | Так    | Ні  | Ні        | Ні  | Ні  | Ні    |
| मराठी                     | Маратхі                            | Ні  | Ні  | Ні  | Ні  | Ні    | Ні  | Ні      | Ні   | Так    | Ні  | Ні        | Ні  | Ні  | Ні    |
| कोंकणी                     | Конкані                            | Ні  | Ні  | Ні  | Ні  | Ні    | Ні  | Ні      | Ні   | Так    | Ні  | Ні        | Ні  | Ні  | Ні    |
| ગુજરાતી                    | Гуджараті                          | Ні  | Ні  | Ні  | Ні  | Ні    | Ні  | Ні      | Ні   | Так    | Ні  | Ні        | Ні  | Ні  | Ні    |
| ಕನ್ನಡ                    | Каннада                            | Ні  | Ні  | Ні  | Ні  | Ні    | Ні  | Ні      | Ні   | Так    | Ні  | Ні        | Ні  | Ні  | Ні    |
| മലയാളം                    | Малаялам                           | Ні  | Ні  | Ні  | Ні  | Ні    | Ні  | Ні      | Ні   | Так    | Ні  | Ні        | Ні  | Ні  | Ні    |
| ଓଡ଼ିଆ                     | Орія                               | Ні  | Ні  | Ні  | Ні  | Ні    | Ні  | Ні      | Ні   | Так    | Ні  | Ні        | Ні  | Ні  | Ні    |
| ਪੰਜਾਬੀ                     | Пенджабська                        | Ні  | Ні  | Ні  | Ні  | Ні    | Ні  | Ні      | Ні   | Так    | Ні  | Ні        | Ні  | Ні  | Ні    |
| অসমীয়া                    | Асамська                           | Ні  | Ні  | Ні  | Ні  | Ні    | Ні  | Ні      | Ні   | Так    | Ні  | Ні        | Ні  | Ні  | Ні    |
| မြန်မာ                     | Бірманська                         | Ні  | Ні  | Ні  | Ні  | Ні    | Ні  | Ні      | Ні   | Ні     | Ні  | Так       | Ні  | Ні  | Ні    |
| ខ្មែរ                     | Кхмерська                          | Ні  | Ні  | Ні  | Ні  | Ні    | Ні  | Ні      | Ні   | Ні     | Ні  | Так       | Ні  | Ні  | Ні    |
| سۆرانی                  | Курдська (сорані)                  | Ні  | Ні  | Ні  | Ні  | Так   | Ні  | Ні      | Ні   | Ні     | Ні  | Ні        | Ні  | Ні  | Ні    |
| Kurmancî                | Курдська (латинниця)               | Ні  | Ні  | Ні  | Ні  | Так   | Ні  | Ні      | Ні   | Ні     | Ні  | Ні        | Ні  | Ні  | Ні    |
| मैथिली                     | Майтхілі                           | Ні  | Ні  | Ні  | Ні  | Ні    | Ні  | Ні      | Ні   | Так    | Ні  | Ні        | Ні  | Ні  | Ні    |
| ᱥᱟᱱᱛᱟᱲᱤ                 | Санталі                            | Ні  | Ні  | Ні  | Ні  | Ні    | Ні  | Ні      | Ні   | Так    | Ні  | Ні        | Ні  | Ні  | Ні    |
| कॉशुर                     | Кашмірська                         | Ні  | Ні  | Ні  | Ні  | Ні    | Ні  | Ні      | Ні   | Так    | Ні  | Ні        | Ні  | Ні  | Ні    |
| नेपाली                     | Непальська                         | Ні  | Ні  | Ні  | Ні  | Ні    | Ні  | Ні      | Ні   | Так    | Ні  | Ні        | Ні  | Ні  | Ні    |
| सिन्धी                     | Синдхі                             | Ні  | Ні  | Ні  | Ні  | Ні    | Ні  | Ні      | Ні   | Так    | Ні  | Ні        | Ні  | Ні  | Ні    |
| মণিপুরী                    | Маніпурі                           | Ні  | Ні  | Ні  | Ні  | Ні    | Ні  | Ні      | Ні   | Так    | Ні  | Ні        | Ні  | Ні  | Ні    |
| संस्कृतम्                   | Санскрит                           | Ні  | Ні  | Ні  | Ні  | Ні    | Ні  | Ні      | Ні   | Так    | Ні  | Ні        | Ні  | Ні  | Ні    |
| भिलोडी                     | Бхілоді                            | Ні  | Ні  | Ні  | Ні  | Ні    | Ні  | Ні      | Ні   | Так    | Ні  | Ні        | Ні  | Ні  | Ні    |
| ತುಳು                      | Тулу                               | Ні  | Ні  | Ні  | Ні  | Ні    | Ні  | Ні      | Ні   | Так    | Ні  | Ні        | Ні  | Ні  | Ні    |
| ქართული                 | Грузинська                         | Ні  | Ні  | Ні  | Так | Ні    | Ні  | Ні      | Ні   | Ні     | Ні  | Ні        | Ні  | Ні  | Ні    |
| Հայերեն                 | Вірменська                         | Ні  | Ні  | Ні  | Так | Ні    | Ні  | Ні      | Ні   | Ні     | Ні  | Ні        | Ні  | Ні  | Ні    |

## Пристрої під керуванням One UI
Джерела для перевірки цього розділу:
- doc.samsungmobile.com/[модельний номер]/[код країни]/doc.html
- Модельний номер: можна знайти на відповідних сторінках Вікіпедії та за допомогою пошукової системи
- Специфічний код країни (CSC): код, призначений компанією Samsung для розрізнення регіональних мікропрограм
- Коди також можна знайти за допомогою пошукової системи або за допомогою цього прикладу

Приклад (Galaxy S24 Ultra міжнародний з Європи): https://doc.samsungmobile.com/SM-S928B/EUX/doc.html

### Смартфони
| Примстрій                           | Початкова версія                                          | Версія з можливістю оновлення                        | Примітки        |
| Серія Galaxy Z                      | Серія Galaxy Z                                            | Серія Galaxy Z                                       | Серія Galaxy Z  |
| ----------------------------------- | --------------------------------------------------------- | ---------------------------------------------------- | --------------- |
| Galaxy Z Fold                       | One UI 1.1 (Android 9 Pie)                                | One UI 4.1.1 (Android 12L)                           | [ 74 ]          |
| Galaxy Z Flip / Z Flip 5G           | One UI 2.1 (Android 10)                                   | One UI 5.1.1 (Android 13)                            | [ 75 ]          |
| Galaxy Z Fold2                      | One UI 2.5 (Android 10)                                   | One UI 5.1.1 (Android 13)                            | [ 76 ]          |
| Galaxy Z Fold3                      | One UI 3.1.1 (Android 11)                                 | One UI 6.1.1 (Android 14)                            |                 |
| Galaxy Z Flip3                      | One UI 3.1.1 (Android 11)                                 | One UI 6.1.1 (Android 14)                            | [ 77 ]          |
| Galaxy Z Fold4                      | One UI 4.1.1 (Android 12L)                                | One UI 7.0 (Android 15)                              |                 |
| Galaxy Z Flip4                      | One UI 4.1.1 (Android 12L)                                | One UI 7.0 (Android 15)                              |                 |
| Galaxy Z Fold5                      | One UI 5.1.1 (Android 13)                                 | One UI 7.0 (Android 15)                              |                 |
| Galaxy Z Flip5                      | One UI 5.1.1 (Android 13)                                 | One UI 7.0 (Android 15)                              |                 |
| Galaxy Z Fold6                      | One UI 6.1.1 (Android 14)                                 | One UI 7.0 (Android 15)                              |                 |
| Galaxy Z Flip6                      | One UI 6.1.1 (Android 14)                                 | One UI 7.0 (Android 15)                              |                 |
| Galaxy Z Fold Special Edition       | One UI 6.1.1 (Android 14)                                 | One UI 7.0 (Android 15)                              |                 |
| Серія Galaxy S                      |                                                           |                                                      |                 |
| Galaxy S8 / S8+ / S8 Active         | Samsung Experience 8.1 (Android 7.0 Nougat)               | One UI 1.0 (Android 9 Pie)                           | [ 78 ]          |
| Galaxy S9 / S9+                     | Samsung Experience 9.0 (Android 8.0 Oreo)                 | One UI 2.5 (Android 10)                              | [ 79 ]          |
| Galaxy S10e / S10 / S10+ / S10 5G   | One UI 1.1 (Android 9 Pie)                                | One UI 4.1 (Android 12)                              |                 |
| Galaxy S10 Lite                     | One UI 2.0 (Android 10)                                   | One UI 5.1 (Android 13)                              |                 |
| Galaxy S20 / S20+ / S20 Ultra       | One UI 2.1 (Android 10)                                   | One UI 5.1 (Android 13)                              | [ 80 ]          |
| Galaxy S20 FE                       | One UI 2.5 (Android 10)                                   | One UI 5.1 (Android 13)                              |                 |
| Galaxy S21 / S21+ / S21 Ultra       | One UI 3.1 (Android 11)                                   | One UI 7.0 (Android 15)                              | [ 81 ]          |
| Galaxy S21 FE                       | One UI 4.0 (Android 12)                                   | One UI 7.0 (Android 15)                              | [ 82 ]          |
| Galaxy S22 / S22+ / S22 Ultra       | One UI 4.1 (Android 12)                                   | One UI 7.0 (Android 15)                              | [ 83 ]          |
| Galaxy S23 / S23+ / S23 Ultra       | One UI 5.1 (Android 13)                                   | One UI 7.0 (Android 15)                              | [ 84 ]          |
| Galaxy S23 FE                       | One UI 5.1 (Android 13)                                   | One UI 7.0 (Android 15)                              |                 |
| Galaxy S24 / S24+ / S24 Ultra       | One UI 6.1 (Android 14)                                   | One UI 7.0 (Android 15)                              |                 |
| Galaxy S24 FE                       | One UI 6.1 (Android 14)                                   | One UI 7.0 (Android 15)                              |                 |
| Galaxy S25 / S25+ / S25 Ultra       | One UI 7.0 (Android 15)                                   | One UI 7.0 (Android 15)                              |                 |
| Серія Galaxy A                      |                                                           |                                                      |                 |
| Galaxy A8 / A8+ (2018)              | Samsung Experience 8.5 (Android 7.1.1 Nougat)             | One UI 1.0 (Android 9 Pie)                           | [ 85 ]          |
| Galaxy A6 / A6+ (2018)              | Samsung Experience 9.0 (Android 8.0 Oreo)                 | One UI 2.0 (Android 10)                              | [ 86 ] [ 87 ]   |
| Galaxy A7 (2018)                    | Samsung Experience 9.0 (Android 8.0 Oreo)                 | One UI 2.0 (Android 10)                              | [ 88 ]          |
| Galaxy A8 Star (2018) / A9 Star     | Samsung Experience 9.0 (Android 8.0 Oreo)                 | One UI 2.0 (Android 10)                              | [ 89 ]          |
| Galaxy A9 (2018)                    | Samsung Experience 9.0 (Android 8.0 Oreo)                 | One UI 2.0 (Android 10)                              | [ 90 ]          |
| Galaxy A8s / A9 Pro (2019)          | Samsung Experience 9.5 (Android 8.1 Oreo)                 | One UI 2.0 (Android 10)                              | [ 91 ]          |
| Galaxy A10                          | One UI 1.1 (Android 9 Pie)                                | One UI 3.1 (Android 11)                              | [ 92 ]          |
| Galaxy A10e / A20 (Japan)           | One UI 1.1 (Android 9 Pie)                                | One UI 3.1 (Android 11)                              | [ 93 ]          |
| Galaxy A10s                         | One UI Core 1.1 (Android 9 Pie)                           | One UI Core 3.1 (Android 11)                         |                 |
| Galaxy A20                          | One UI 1.1 (Android 9 Pie)                                | One UI 3.1 (Android 11)                              | [ 94 ]          |
| Galaxy A20e                         | One UI 1.1 (Android 9 Pie)                                | One UI 3.1 (Android 11)                              | [ 95 ]          |
| Galaxy A20s                         | One UI Core 1.1 (Android 9 Pie)                           | One UI Core 3.1 (Android 11)                         |                 |
| Galaxy A30                          | One UI 1.1 (Android 9 Pie)                                | One UI 3.1 (Android 11)                              | [ 96 ]          |
| Galaxy A30s                         | One UI 1.5 (Android 9 Pie)                                | One UI 3.1 (Android 11)                              | [ 97 ]          |
| Galaxy A40                          | One UI 1.1 (Android 9 Pie)                                | One UI 3.1 (Android 11)                              | [ 98 ]          |
| Galaxy A50                          | One UI 1.1 (Android 9 Pie)                                | One UI 3.1 (Android 11)                              | [ 99 ]          |
| Galaxy A50s                         | One UI 1.5 (Android 9 Pie)                                | One UI 3.1 (Android 11)                              | [ 100 ]         |
| Galaxy A60                          | One UI 1.1 (Android 9 Pie)                                | One UI 3.1 (Android 11)                              | [ 101 ] [ 102 ] |
| Galaxy A70                          | One UI 1.1 (Android 9 Pie)                                | One UI 3.1 (Android 11)                              | [ 103 ]         |
| Galaxy A70s                         | One UI 1.1 (Android 9 Pie)                                | One UI 3.1 (Android 11)                              | [ 104 ]         |
| Galaxy A80                          | One UI 1.1 (Android 9 Pie)                                | One UI 3.1 (Android 11)                              | [ 98 ]          |
| Galaxy A90 5G                       | One UI 1.5 (Android 9 Pie)                                | One UI 4.0 (Android 12)                              | [ 105 ]         |
| Galaxy A01                          | One UI Core 2.0 (Android 10)                              | One UI Core 4.1 (Android 12)                         |                 |
| Galaxy A11                          | One UI Core 2.0 (Android 10)                              | One UI Core 4.1 (Android 12)                         | [ 106 ]         |
| Galaxy A21                          | One UI Core 2.1 (Android 10)                              | One UI Core 4.1 (Android 12)                         |                 |
| Galaxy A21s                         | One UI Core 2.1 (Android 10)                              | One UI Core 4.1 (Android 12)                         |                 |
| Galaxy A31                          | One UI 2.1 (Android 10)                                   | One UI 4.1 (Android 12)                              | [ 107 ]         |
| Galaxy A41                          | One UI 2.1 (Android 10)                                   | One UI 4.1 (Android 12)                              | [ 108 ]         |
| Galaxy A51                          | One UI 2.0 (Android 10)                                   | One UI 5.1 (Android 13)                              | [ 109 ]         |
| Galaxy A51 5G                       | One UI 2.1 (Android 10)                                   | One UI 5.1 (Android 13)                              |                 |
| Galaxy A71                          | One UI 2.0 (Android 10)                                   | One UI 5.1 (Android 13)                              |                 |
| Galaxy A71 5G / A Quantum           | One UI 2.1 (Android 10)                                   | One UI 5.1 (Android 13)                              |                 |
| Galaxy A02                          | One UI Core 2.5 (Android 10)                              | One UI Core 3.1 (Android 11)                         |                 |
| Galaxy A02s                         | One UI Core 2.5 (Android 10)                              | One UI Core 4.1 (Android 12)                         |                 |
| Galaxy A12                          | One UI Core 2.5 (Android 10)                              | One UI Core 4.1 (Android 12)                         |                 |
| Galaxy A12 Nacho                    | One UI Core 3.1 (Android 11)                              | One UI Core 5.1 (Android 13)                         |                 |
| Galaxy A22                          | One UI Core 3.1 (Android 11)                              | One UI Core 5.1 (Android 13)                         |                 |
| Galaxy A22 5G                       | One UI Core 3.1 (Android 11)                              | One UI Core 5.1 (Android 13)                         |                 |
| Galaxy A32                          | One UI 3.1 (Android 11)                                   | One UI 5.1 (Android 13)                              |                 |
| Galaxy A32 5G / Jump                | One UI 3.1 (Android 11)                                   | One UI 5.1 (Android 13)                              |                 |
| Galaxy A42 5G                       | One UI 2.5 (Android 10) One UI 3.0 (Android 11)           | One UI 4.1 (Android 12) One UI 5.1 (Android 13)      | global &        |
| Galaxy A52                          | One UI 3.1 (Android 11)                                   | One UI 6.1 (Android 14)                              |                 |
| Galaxy A52 5G                       | One UI 3.1 (Android 11)                                   | One UI 6.1 (Android 14)                              |                 |
| Galaxy A52s 5G                      | One UI 3.1 (Android 11)                                   | One UI 6.1 (Android 14)                              |                 |
| Galaxy A72                          | One UI 3.1 (Android 11)                                   | One UI 6.1 (Android 14)                              |                 |
| Galaxy A82 5G / Quantum 2           | One UI 3.1 (Android 11)                                   | One UI 6.1 (Android 14)                              |                 |
| Galaxy A03                          | One UI Core 3.1 (Android 11)                              | One UI Core 5.1 (Android 13)                         |                 |
| Galaxy A03s                         | One UI Core 3.1 (Android 11)                              | One UI Core 5.1 (Android 13)                         |                 |
| Galaxy A13                          | One UI 4.1 (Android 12)                                   | One UI 6.1 (Android 14)                              |                 |
| Galaxy A13 5G                       | One UI Core 3.1 (Android 11) One UI Core 4.1 (Android 12) | One UI 5.1 Core (Android 13) One UI 6.1 (Android 14) | & global        |
| Galaxy A23                          | One UI 4.1 (Android 12)                                   | One UI 6.1 (Android 14)                              |                 |
| Galaxy A23 5G                       | One UI 4.1 (Android 12)                                   | One UI 6.1 (Android 14)                              |                 |
| Galaxy A33 5G                       | One UI 4.1 (Android 12)                                   | One UI 6.1 (Android 14)                              |                 |
| Galaxy A53 5G                       | One UI 4.1 (Android 12)                                   | One UI 6.1 (Android 14)                              |                 |
| Galaxy A73 5G                       | One UI 4.1 (Android 12)                                   | One UI 6.1 (Android 14)                              |                 |
| Galaxy A04                          | One UI Core 4.1 (Android 12)                              | One UI 6.1 (Android 14)                              |                 |
| Galaxy A04e                         | One UI Core 4.1 (Android 12)                              | One UI 6.1 (Android 14)                              |                 |
| Galaxy A04s                         | One UI Core 4.1 (Android 12)                              | One UI 6.1 (Android 14)                              |                 |
| Galaxy A14                          | One UI Core 5.1 (Android 13)                              | One UI 6.1 (Android 14)                              |                 |
| Galaxy A14 5G                       | One UI Core 5.0 (Android 13)                              | One UI 6.1 (Android 14)                              | [ 110 ]         |
| Galaxy A24                          | One UI 5.1 (Android 13)                                   | One UI 6.1 (Android 14)                              |                 |
| Galaxy A34 5G                       | One UI 5.1 (Android 13)                                   | One UI 6.1 (Android 14)                              |                 |
| Galaxy A54 5G                       | One UI 5.1 (Android 13)                                   | One UI 7.0 (Android 15)                              |                 |
| Galaxy A05                          | One UI 5.1 (Android 13)                                   | One UI 6.1 (Android 14)                              |                 |
| Galaxy A05s                         | One UI 5.1 (Android 13)                                   | One UI 6.1 (Android 14)                              |                 |
| Galaxy A15                          | One UI 6.0 (Android 14)                                   | One UI 7.0 (Android 15)                              |                 |
| Galaxy A15 5G                       | One UI 6.0 (Android 14)                                   | One UI 6.1 (Android 14)                              |                 |
| Galaxy A25 5G                       | One UI 6.0 (Android 14)                                   | One UI 7.0 (Android 15)                              |                 |
| Galaxy A35 5G                       | One UI 6.1 (Android 14)                                   | One UI 7.0 (Android 15)                              |                 |
| Galaxy A55 5G                       | One UI 6.1 (Android 14)                                   | One UI 7.0 (Android 15)                              |                 |
| Galaxy A06                          | One UI 6.1 (Android 14)                                   | One UI 6.1 (Android 14)                              |                 |
| Galaxy A16                          | One UI 6.1 (Android 14)                                   | One UI 7.0 (Android 15)                              |                 |
| Galaxy A16 5G                       | One UI 6.1 (Android 14)                                   | One UI 6.1 (Android 14)                              |                 |
| Серія Galaxy XCover                 |                                                           |                                                      |                 |
| Galaxy Xcover 4                     | Samsung Experience 8.1 (Android 7.0 Nougat)               | One UI 1.0 (Android 9 «Pie»)                         |                 |
| Galaxy Xcover 4s                    | One UI 1.1 (Android 9 Pie)                                | One UI 3.1 (Android 11)                              | [ 111 ]         |
| Galaxy Xcover Pro                   | One UI 2.0 (Android 10)                                   | One UI 5.1 (Android 13)                              | [ 112 ]         |
| Galaxy Xcover 5                     | One UI 3.1 (Android 11)                                   | One UI 6.1 (Android 14)                              |                 |
| Galaxy Xcover 6 Pro                 | One UI 4.1 (Android 12)                                   | One UI 6.1 (Android 14)                              |                 |
| Galaxy Xcover 7                     | One UI 6.0 (Android 14)                                   | One UI 6.1 (Android 14)                              |                 |
| Серія Galaxy M                      |                                                           |                                                      |                 |
| Galaxy M10                          | Samsung Experience 9.5 (Android 8.1 Oreo)                 | One UI Core 2.0 (Android 10)                         |                 |
| Galaxy M10s                         | One UI Core 1.1 (Android 9 Pie)                           | One UI Core 3.1 (Android 11)                         |                 |
| Galaxy M20                          | Samsung Experience 9.5 (Android 8.1 Oreo)                 | One UI Core 2.0 (Android 10)                         |                 |
| Galaxy M30                          | Samsung Experience 9.5 (Android 8.1 Oreo)                 | One UI Core 2.0 (Android 10)                         |                 |
| Galaxy M30s                         | One UI Core 1.1 (Android 9 Pie)                           | One UI Core 3.1 (Android 11)                         |                 |
| Galaxy M40                          | One UI Core 1.1 (Android 9 Pie)                           | One UI Core 3.1 (Android 11)                         |                 |
| Galaxy M01                          | One UI Core 2.0 (Android 10)                              | One UI Core 4.1 (Android 12)                         |                 |
| Galaxy M01s                         | One UI Core 1.1 (Android 9 Pie)                           | One UI Core 3.1 (Android 11)                         |                 |
| Galaxy M11                          | One UI Core 2.0 (Android 10)                              | One UI Core 4.1 (Android 12)                         |                 |
| Galaxy M21                          | One UI Core 2.0 (Android 10)                              | One UI Core 4.1 (Android 12)                         |                 |
| Galaxy M21s                         | One UI Core 2.0 (Android 10)                              | One UI Core 4.1 (Android 12)                         |                 |
| Galaxy M21 Prime Edition (2021)     | One UI Core 3.1 (Android 11)                              | One UI Core 5.1 (Android 13)                         | [ 113 ]         |
| Galaxy M31                          | One UI Core 2.0 (Android 10)                              | One UI Core 4.1 (Android 12)                         |                 |
| Galaxy M31s                         | One UI Core 2.1 (Android 10)                              | One UI Core 4.1 (Android 12)                         |                 |
| Galaxy M51                          | One UI Core 2.1 (Android 10)                              | One UI Core 4.1 (Android 12)                         |                 |
| Galaxy M02                          | One UI Core 2.5 (Android 10)                              | One UI Core 4.1 (Android 12)                         |                 |
| Galaxy M02s                         | One UI Core 2.5 (Android 10)                              | One UI Core 4.1 (Android 12)                         |                 |
| Galaxy M12                          | One UI Core 3.1 (Android 11)                              | One UI Core 5.1 (Android 13)                         |                 |
| Galaxy M22                          | One UI Core 3.1 (Android 11)                              | One UI Core 5.1 (Android 13)                         |                 |
| Galaxy M32                          | One UI 3.1 (Android 11)                                   | One UI 5.1 (Android 13)                              |                 |
| Galaxy M32 5G                       | One UI 3.1 (Android 11)                                   | One UI 5.1 (Android 13)                              |                 |
| Galaxy M42 5G                       | One UI 3.1 (Android 11)                                   | One UI 5.1 (Android 13)                              |                 |
| Galaxy M52 5G                       | One UI 3.1 (Android 11)                                   | One UI 5.1 (Android 13)                              |                 |
| Galaxy M62                          | One UI 3.1 (Android 11)                                   | One UI 5.1 (Android 13)                              |                 |
| Galaxy M13                          | One UI Core 4.1 (Android 12)                              | One UI Core 6.1 (Android 14)                         |                 |
| Galaxy M13 5G                       | One UI Core 4.1 (Android 12)                              | One UI Core 6.1 (Android 14)                         |                 |
| Galaxy M23 5G                       | One UI 4.1 (Android 12)                                   | One UI 6.1 (Android 14)                              |                 |
| Galaxy M33 5G / Jump2               | One UI 4.1 (Android 12)                                   | One UI 6.1 (Android 14)                              |                 |
| Galaxy M53 5G                       | One UI 4.1 (Android 12)                                   | One UI 6.1 (Android 14)                              |                 |
| Galaxy M04                          | One UI Core 4.1 (Android 12)                              | One UI Core 6.1 (Android 14)                         |                 |
| Galaxy M14                          | One UI Core 5.1 (Android 13)                              | One UI Core 6.1 (Android 14)                         |                 |
| Galaxy M14 5G                       | One UI Core 5.1 (Android 13)                              | One UI Core 6.1 (Android 14)                         |                 |
| Galaxy M34 5G                       | One UI 5.1 (Android 13)                                   | One UI 6.1 (Android 14)                              |                 |
| Galaxy M44 / Jump3                  | One UI 5.1 (Android 13)                                   | One UI 6.1 (Android 14)                              |                 |
| Galaxy M54 5G                       | One UI 5.1 (Android 13)                                   | One UI 6.1 (Android 14)                              |                 |
| Galaxy M05                          | One UI Core 6.0 (Android 14)                              | One UI Core 6.1 (Android 14)                         |                 |
| Galaxy M15 5G                       | One UI 6.0 (Android 14)                                   | One UI 6.1 (Android 14)                              |                 |
| Galaxy M35 5G                       | One UI 6.1 (Android 14)                                   | One UI 6.1 (Android 14)                              |                 |
| Galaxy M55 5G                       | One UI 6.1 (Android 14)                                   | One UI 6.1 (Android 14)                              |                 |
| Galaxy M06 5G                       | One UI Core 7.0 (Android 15)                              | One UI Core 7.0 (Android 15)                         |                 |
| Galaxy M16 5G                       | One UI 6.1 (Android 14)                                   | One UI 6.1 (Android 14)                              | [ 114 ]         |
| Серія Galaxy F                      |                                                           |                                                      |                 |
| Galaxy F41                          | One UI Core 2.1 (Android 10)                              | One UI Core 4.1 (Android 12)                         |                 |
| Galaxy F02s                         | One UI Core 2.1 (Android 10)                              | One UI Core 4.1 (Android 12)                         |                 |
| Galaxy F12                          | One UI Core 3.1 (Android 11)                              | One UI Core 5.1 (Android 13)                         |                 |
| Galaxy F22                          | One UI Core 3.1 (Android 11)                              | One UI Core 5.1 (Android 13)                         |                 |
| Galaxy F42 5G                       | One UI Core 3.1 (Android 11)                              | One UI Core 5.1 (Android 13)                         |                 |
| Galaxy F52 5G                       | One UI 3.1 (Android 11)                                   | One UI 5.1 (Android 13)                              |                 |
| Galaxy F62                          | One UI 3.1 (Android 11)                                   | One UI 5.1 (Android 13)                              |                 |
| Galaxy F13                          | One UI Core 4.1 (Android 12)                              | One UI Core 6.1 (Android 14)                         |                 |
| Galaxy F23 5G                       | One UI Core 4.1 (Android 12)                              | One UI Core 6.1 (Android 14)                         |                 |
| Galaxy F04                          | One UI Core 4.1 (Android 12)                              | One UI Core 6.1 (Android 14)                         |                 |
| Galaxy F14 5G                       | One UI Core 5.1 (Android 13)                              | One UI Core 6.1 (Android 14)                         |                 |
| Galaxy F34 5G                       | One UI 5.1 (Android 13)                                   | One UI 6.1 (Android 14)                              |                 |
| Galaxy F54 5G                       | One UI 5.1 (Android 13)                                   | One UI 6.1 (Android 14)                              |                 |
| Galaxy F15 5G                       | One UI 6.0 (Android 14)                                   | One UI 6.1 (Android 14)                              |                 |
| Galaxy F55 5G (C55 5G в Китаї)      | One UI 6.1 (Android 14)                                   | One UI 6.1 (Android 14)                              |                 |
| Galaxy F06 5G                       | One UI Core 7.0 (Android 15)                              | One UI Core 7.0 (Android 15)                         |                 |
| Galaxy F16 5G                       | One UI 6.1 (Android 14)                                   | One UI 6.1 (Android 14)                              |                 |
| Серія Galaxy Note                   |                                                           |                                                      |                 |
| Galaxy Note FE                      | Samsung Experience 8.1 (Android 7.0 Nougat)               | One UI 1.0 (Android 9 «Pie»)                         | [ 115 ]         |
| Galaxy Note8                        | Samsung Experience 8.5 (Android 7.1.1 Nougat)             | One UI 1.0 (Android 9 «Pie»)                         | [ 116 ]         |
| Galaxy Note9                        | Samsung Experience 9.5 (Android 8.1 Oreo)                 | One UI 2.5 (Android 10)                              | [ 117 ]         |
| Galaxy Note10 / Note10+             | One UI 1.5 (Android 9 Pie)                                | One UI 4.1 (Android 12)                              | [ 74 ]          |
| Galaxy Note10 Lite                  | One UI 2.0 (Android 10)                                   | One UI 5.1 (Android 13)                              | [ 118 ]         |
| Galaxy Note20 / Note20 Ultra        | One UI 2.5 (Android 10)                                   | One UI 5.1 (Android 13)                              | [ 76 ]          |
| Серія Galaxy J                      |                                                           |                                                      |                 |
| Galaxy J3 (2017) / J3 Pro           | Samsung Experience 8.1 (Android 7.0 Nougat)               | One UI 1.1 (Android 9 «Pie»)                         | [ 119 ]         |
| Galaxy J5 (2017) / J5 Pro           | Samsung Experience 8.1 (Android 7.0 Nougat)               | One UI 1.1 (Android 9 «Pie»)                         | [ 120 ]         |
| Galaxy J7 (2017) / J7 Pro           | Samsung Experience 8.1 (Android 7.0 Nougat)               | One UI 1.1 (Android 9 «Pie»)                         | [ 121 ]         |
| Galaxy J7 Core / J7 Neo / J7 Nxt    | Samsung Experience 8.1 (Android 7.0 Nougat)               | One UI 1.1 (Android 9 «Pie»)                         | [ 122 ]         |
| Galaxy J7 Prime (2018) / J7 Prime 2 | Samsung Experience 8.1 (Android 7.0 Nougat)               | One UI 1.1 (Android 9 «Pie»)                         | [ 123 ]         |
| Galaxy J7 Crown                     | Samsung Experience 9.0 (Android 8.0 Oreo)                 | One UI 1.1 (Android 9 «Pie»)                         |                 |
| Galaxy J7 Duo                       | Samsung Experience 9.0 (Android 8.0 Oreo)                 | One UI 2.0 (Android 10)                              | [ 124 ]         |
| Galaxy J7 (2018) US                 | Samsung Experience 9.0 (Android 8.0 Oreo)                 | One UI 2.0 (Android 10)                              | [ 125 ]         |
| Galaxy J4                           | Samsung Experience 9.0 (Android 8.0 Oreo)                 | One UI 2.0 (Android 10)                              | [ 126 ]         |
| Galaxy J6 / On6                     | Samsung Experience 9.0 (Android 8.0 Oreo)                 | One UI 2.0 (Android 10)                              | [ 127 ]         |
| Galaxy J8 / On8                     | Samsung Experience 9.0 (Android 8.0 Oreo)                 | One UI 2.0 (Android 10)                              | [ 128 ]         |
| Galaxy J4+                          | Samsung Experience 9.5 (Android 8.1 Oreo)                 | One UI 2.0 (Android 10)                              |                 |
| Galaxy J6+                          | Samsung Experience 9.5 (Android 8.1 Oreo)                 | One UI 2.0 (Android 10)                              |                 |

### Планшети
| Пристрій                         | Початкова версія                              | Версія з можливістю оновлення | Примітки           |
| Серія Galaxy Tab S               | Серія Galaxy Tab S                            | Серія Galaxy Tab S            | Серія Galaxy Tab S |
| -------------------------------- | --------------------------------------------- | ----------------------------- | ------------------ |
| Galaxy Tab S3                    | Samsung Experience 8.0 (Android 7.0 Nougat)   | One UI 1.0 (Android 9 Pie)    |                    |
| Galaxy Tab S4                    | Samsung Experience 9.5 (Android 8.1 Oreo)     | One UI 2.5 (Android 10)       |                    |
| Galaxy Tab S5e                   | One UI 1.1 (Android 9 Pie)                    | One UI 3.1 (Android 11)       |                    |
| Galaxy Tab S6                    | One UI 1.5 (Android 9 Pie)                    | One UI 4.1.1 (Android 12L)    |                    |
| Galaxy Tab S6 Lite               | One UI 2.1 (Android 10)                       | One UI 5.1.1 (Android 13)     |                    |
| Galaxy Tab S6 Lite (2022)        | One UI 4.1 (Android 12)                       | One UI 6.1 (Android 14)       |                    |
| Galaxy Tab S6 Lite (2024)        | One UI 6.1 (Android 14)                       | One UI 7.0 (Android 15)       |                    |
| Galaxy Tab S7/S7+                | One UI 2.5 (Android 10)                       | One UI 5.1.1 (Android 13)     |                    |
| Galaxy Tab S7 FE                 | One UI 3.1.1 (Android 11)                     | One UI 6.1 (Android 14)       | [ 129 ]            |
| Galaxy Tab S8 / S8+ / S8 Ultra   | One UI 4.1 (Android 12)                       | One UI 6.1.1 (Android 14)     | [ 130 ]            |
| Galaxy Tab S9 / S9+ / S9 Ultra   | One UI 5.1.1 (Android 13)                     | One UI 6.1.1 (Android 14)     | [ 131 ]            |
| Galaxy Tab S9 FE / FE+           | One UI 5.1.1 (Android 13)                     | One UI 6.1.1 (Android 14)     | [ 132 ]            |
| Galaxy Tab S10+ / S10 Ultra      | One UI 6.1.1 (Android 14)                     | One UI 7.0 (Android 15)       |                    |
| Galaxy Tab S10 FE / FE+          | One UI 7.0 (Android 15)                       | One UI 7.0 (Android 15)       |                    |
| Серія Galaxy Tab A               |                                               |                               |                    |
| Galaxy Tab A 8.0 (2017)          | Samsung Experience 8.5 (Android 7.1.1 Nougat) | One UI 1.0 (Android 9 Pie)    | [ 133 ]            |
| Galaxy Tab A 8.0 (2018)          | Samsung Experience 9.5 (Android 8.1 Oreo)     | One UI 2.5 (Android 10)       | [ 134 ]            |
| Galaxy Tab A 10.5 (2018)         | Samsung Experience 9.5 (Android 8.1 Oreo)     | One UI 2.5 (Android 10)       | [ 128 ]            |
| Galaxy Tab A 8.0 (2019)          | One UI Core 1.1 (Android 9 Pie)               | One UI Core 3.1 (Android 11)  |                    |
| Galaxy Tab A 8.0 w/ S Pen (2019) | One UI 1.1 (Android 9 Pie)                    | One UI 3.1 (Android 11)       | [ 135 ]            |
| Galaxy Tab A 10.1 (2019)         | One UI 1.1 (Android 9 Pie)                    | One UI 3.1 (Android 11)       | [ 135 ]            |
| Galaxy Tab A7 (2020)             | One UI Core 2.5 (Android 10)                  | One UI Core 4.1 (Android 12)  |                    |
| Galaxy Tab A7 Lite               | One UI Core 3.1 (Android 11)                  | One UI Core 6.1 (Android 14)  |                    |
| Galaxy Tab A8 (2021)             | One UI Core 3.1 (Android 11)                  | One UI Core 6.1 (Android 14)  |                    |
| Galaxy Tab A9 / A9+ (2023)       | One UI 5.1.1 (Android 13)                     | One UI 6.1 (Android 14)       |                    |
| Серія Galaxy Tab Active          |                                               |                               |                    |
| Galaxy Tab Active 2              | Samsung Experience 8.5 (Android 7.1.1 Nougat) | One UI 1.1 (Android 9 Pie)    |                    |
| Galaxy Tab Active Pro            | One UI 1.5 (Android 9 Pie)                    | One UI 3.1 (Android 11)       |                    |
| Galaxy Tab Active 3              | One UI 2.5 (Android 10)                       | One UI 5.1.1 (Android 13)     |                    |
| Galaxy Tab Active 4 Pro          | One UI 4.1 (Android 12)                       | One UI 6.1 (Android 14)       |                    |
| Galaxy Tab Active 5              | One UI 6.0 (Android 14)                       | One UI 6.1 (Android 14)       |                    |

### Комп'ютери
| Пристрій                   | Початкова версія                | Версія з можливістю оновлення   | Примітки          |
| Серія Galaxy Book          | Серія Galaxy Book               | Серія Galaxy Book               | Серія Galaxy Book |
| -------------------------- | ------------------------------- | ------------------------------- | ----------------- |
| Галактика Книга            | Windows 10 (1607)               | One UI Book 4 (Windows 11 21H2) |                   |
| Galaxy Book Pro            | Windows 10 (20H2)               | One UI Book 4 (Windows 11 21H2) |                   |
| Galaxy Book Pro 360        | Windows 10 (20H2)               | One UI Book 4 (Windows 11 21H2) |                   |
| Галактика Книжкова Одіссея | Windows 10 (20H2)               | One UI Book 4 (Windows 11 21H2) |                   |
| Galaxy Book (2021)         | Windows 10 (20H2)               | One UI Book 4 (Windows 11 21H2) |                   |
| Galaxy Book Go             | Windows 10 (21H1)               | One UI Book 4 (Windows 11 21H2) |                   |
| Галактика Книга 2          | Windows 10 (21H2)               | One UI Book 4 (Windows 11 21H2) |                   |
| Galaxy Book 2 360          | Windows 10 (21H2)               | One UI Book 4 (Windows 11 21H2) |                   |
| Galaxy Book 2 Pro          | Windows 10 (21H2)               | One UI Book 4 (Windows 11 21H2) |                   |
| Galaxy Book 2 Pro 360      | Windows 10 (21H2)               | One UI Book 4 (Windows 11 21H2) |                   |
| Galaxy Book 3 360          | One UI Book 5 (Windows 11 22H2) | One UI Book 6 (Windows 11 23H2) |                   |
| Galaxy Book 3 Pro          | One UI Book 5 (Windows 11 22H2) | One UI Book 6 (Windows 11 23H2) |                   |
| Galaxy Book 3 Pro 360      | One UI Book 5 (Windows 11 22H2) | One UI Book 6 (Windows 11 23H2) |                   |
| Galaxy Book 3 Ultra        | One UI Book 5 (Windows 11 22H2) | One UI Book 6 (Windows 11 23H2) |                   |
| Galaxy Book 4 360          | One UI Book 6 (Windows 11 23H2) | One UI Book 6 (Windows 11 23H2) |                   |
| Galaxy Book 4 Pro          | One UI Book 6 (Windows 11 23H2) | One UI Book 6 (Windows 11 23H2) |                   |
| Galaxy Book 4 Pro 360      | One UI Book 6 (Windows 11 23H2) | One UI Book 6 (Windows 11 23H2) |                   |
| Galaxy Book 4 Ultra        | One UI Book 6 (Windows 11 23H2) | One UI Book 6 (Windows 11 23H2) |                   |
| Galaxy Book 5 Pro          | One UI Book 6 (Windows 11 24H2) | One UI Book 6 (Windows 11 24H2) |                   |
| Galaxy Book 5 Pro 360      | One UI Book 6 (Windows 11 24H2) | One UI Book 6 (Windows 11 24H2) |                   |

### Годинники
| пристрій                       | Оригінальна версія               | Версія з можливістю оновлення    | Список літератури |
| Серія Gear S                   | Серія Gear S                     | Серія Gear S                     | Серія Gear S      |
| ------------------------------ | -------------------------------- | -------------------------------- | ----------------- |
| Gear S3 Classic / Frontier     | Tizen 2.3.2                      | One UI Watch 1.0 (Tizen 4.0.0.7) |                   |
| Серія Galaxy Watch             |                                  |                                  |                   |
| Galaxy Watch                   | Tizen 4.0.0.0                    | One UI Watch 2.0 (Tizen 5.5.0.2) |                   |
| Galaxy Watch Active            | One UI Watch 1.0 (Tizen 4.0.0.3) | One UI Watch 2.0 (Tizen 5.5.0.2) |                   |
| Galaxy Watch Active 2          | One UI Watch 1.0 (Tizen 4.0.0.7) | One UI Watch 2.0 (Tizen 5.5.0.2) |                   |
| Galaxy Watch3                  | One UI Watch 2.0 (Tizen 5.5.0.1) | One UI Watch 2.0 (Tizen 5.5.0.2) |                   |
| Galaxy Watch4 / Watch4 Classic | One UI Watch 3.0 (Wear OS 3.0)   | One UI Watch 6.0 (Wear OS 5.0)   |                   |
| Galaxy Watch5 / Watch5 Pro     | One UI Watch 4.5 (Wear OS 3.5)   | One UI Watch 6.0 (Wear OS 5.0)   |                   |
| Galaxy Watch6 / Watch6 Classic | One UI Watch 5.0 (Wear OS 4.0)   | One UI Watch 6.0 (Wear OS 5.0)   |                   |
| Galaxy Watch FE                | One UI Watch 5.0 (Wear OS 4.0)   | One UI Watch 6.0 (Wear OS 5.0)   |                   |
| Galaxy Watch7                  | One UI Watch 6.0 (Wear OS 5.0)   | One UI Watch 6.0 (Wear OS 5.0)   |                   |
| Galaxy Watch Ultra             | One UI Watch 6.0 (Wear OS 5.0)   | One UI Watch 6.0 (Wear OS 5.0)   |                   |